# Відкритий православний університет Святої Софії-Премудрості
Відкритий православний університет Святої Софії-Премудрості — лекторій, що спеціалізується на проведенні просвітницьких заходів релігійної та соціальної тематики. Одним з засновників та ректором є протоієрей Георгій Коваленко.
Обговорення проблем реформування суспільства та країни, пропагування біблійних, загальнолюдських та європейських цінностей, а також формулювання цінностей сучасного українського суспільства. Створення майданчику для спілкування, дискусій та просвіти.
Серед лекторів, що виступили перед аудиторією Відкритого православного університету або записали свої онлайн-курси архімандрит Кирило (Говорун) (США), Хосе Казанова (США), Антуан Аржаковський (Франція), диякон Миколай Денисенко (США), Сергій Чапнін (Росія), Рафаель Альвіра (Іспанія), Томас Бремер (Німеччина), Девід Вілкенсон (Велика Британія), Пітер Філліпс (Велика Британія), Людмила Филипович, Андрій Юраш, Андрій Баумейстер, Олександр Філоненко, Валерій Пекар, Йосиф Зісельс, Євген Захаров, Костянтин Сігов, Борис Херсонський, Олена Богдан, Віталій Хромець, Аннабелла Моріна, Юрій Ліфансе, Михайло Черенков, Роман Соловій, В'ячеслав Горшков, Владислав Дятлов, Ірина Преловська, Микола Симчич, Тарас Курилець, митрополит Олександр (Драбинко), протоієрей Андрій Дудченко (УПЦ, потім ПЦУ), о. Богдан Огульчанський, о. Михайло Димид (УКГЦ), о. Войчех Суровка (РКЦ), інші відомі українські і закордонні богослови, філософи, релігієзнавці, соціологи, науковці НЗ «Софія Київська» Неля Куковальська, В'ячеслав Корнієнко, Надія Нікітенко, Ірина Марголіна та інші.

## Історія
Презентація проекту відбулася 4 березня 2016 року в Будинку митрополита Національного заповідника «Софія Київська». Відтоді Відкритий православний університет проводить свої заходи (публічні лекції, круглі столи, презентації, виставки тощо) на території Національного заповідника «Софія Київська».
Починаючи з 2016 року Відкритий православний університет проводить 25 грудня різдвяне святкування під назвою «Open Christmas» , пропонуючи православним українцям наповнити різдвяними сенсами і гостинністю день, коли Різдво Христове святкують християни по всьому світові.
У листопаді 2016 року університет видав «Книгу Документів Святого і Великого Собору Православної Церкви». Протягом 2016—2017 років в серії «Бібліотека Відкритого Православія» у видавництві «Дух і Літера» вийшли книги: «Архімандрит Кирило (Говорун). Українська публічна теологія»; «Протоієрей Георгій Коваленко. Великий піст та Страстний тиждень: одвічні сенси і сучасні форми»; «Протоієрей Георгій Коваленко, В'ячеслав Горшков. Навіщо українцям два Різдва»; «Михайло Черенков. Відкритий протестантизм.»; «Антуан Аржаковський, диякон Микола Денисенко. Чи можливе реформування Православ'я».
Протягом 2016—2017 років у співпраці з «Телеканалом 1+1» створено релігійний просвітницький телевізійний проект «Таємний код віри».
20-21 серпня 2018 року в контексті процесів у світовому і українському Православ'ї, що привели до отримання Томоса і створення Православної Церкви України, Відкритий православний університет провів круглий стіл «Якою бути Православні Церкві України: місце в суспільстві», результатом якого стало створення Мережі Відкритого Православ'я і заява від духовенства і вірян різних православних юрисдикцій України: «Ми пропонуємо замість війни юрисдикцій — мирне співіснування, співпрацю і співслужіння».
20 лютого 2020 року у Відкритому православному університеті було презентовано підсумки роботи міжнародної Комісії «Правда, справедливість і відновлення миру між Росією і Україною спільно з Європейським Союзом», яка протягом 2018—2019 років провела 4 сесії діалогу між представниками громадянського суспільства, неурядових організацій, освітніх і церковних інституцій України, Росії і ЄС. Її метою було скласти мирний план припинення російсько-української війни з урахуванням стратегічних інтересів України, Росії та ЄС. Результатом став Мирний план для народів Росії та України, який складається з тридцяти шести пунктів.